# Áldor János László
Áldor János László (Nagyigmánd, 1895. február 7. – Mauthausen, 1945. május 15.) festőművész, építész.

## Életútja
Áldor Ödön és Mandl Fanni fia. Autodidakta művész. 1919-ben szerezte építészmérnöki oklevelét a budapesti József Műegyetemen. 1913-ban Nagybányán tanult Réti Istvánnál. 1923-tól 1925-ig a szolnoki művésztelepen dolgozott, Fényes Adolftól tanult. Tanulmányutat tett az 1920-as években Párizsban, 1926-ban Londonban, 1928-ban Olaszországban és 1939-ben Svédországban is. 1920-tól kiállító művész; bemutatkozó kiállításon a Nemzeti Szalonban szerepelt, majd a Műcsarnokban állított ki (1921). Tipikus népszerű „műcsarnoki” festőként elsősorban naturalista arcképeket, életképeket és impresszionista tájképeket festett. 
A Benczúr Társaság ügyvezető igazgatója volt. A fasizmus áldozata lett, halálának dátumaként a bíróság 1945. május 15-ét állapította meg. Egy műve megtalálható a Magyar Nemzeti Galériában. Felesége Szücs Ilona (1908–1971) volt.

## Díjai, elismerései
- Halmy Artúr-díj (1925)
- a Táj- és Életképfestészeti Kiállítás III. festészeti díja (1927)
- a Lipótvárosi Kaszinó Díja (1930)
- a Nemzeti Szalon elismerése (1931)
- a Balló Ede-alapítvány 1000 pengős díja (1932)

## Fontosabb művei
- Gödrös szolnoki utca (1925)
- Nyári nap Szolnokon (1925)
- Fűzfák a holt Tiszánál (1925)
- Legelő a füzesben (1927)
- Menyecske ünneplőben (1933)
- Kaiser Márta arcképe (1940)
- Kabos Endréné arcképe (1942)